# ゴッドファーザー
『ゴッドファーザー』（The Godfather）は、アメリカ合衆国のメディア・フランチャイズである。イタリア系アメリカ人作家のマリオ・プーゾが1969年に発表した小説、およびそれを原作としたアメリカの映画シリーズ（三部作）やTVゲームシリーズ（2作品）、その他関連作品などがある。

## 小説

### オリジナル
アメリカに生きるイタリア人移民とその子孫であるイタリア系アメリカ人一族の、栄光と悲劇を描く。
物語は古い価値観が壊れた第二次世界大戦直後から始まり、ここではコルレオーネ・ファミリーだけでなく、それに関わるアメリカにおけるイタリア人社会の変質「イタリア人からアメリカ人（イタリア系アメリカ人）へ」歩もうとする姿にも光を当てている。単なる組織犯罪やギャングの物語ではなく、家族の愛憎とファミリーを守ろうとする男たちの姿が主要なテーマにされたため、世界的に評判を呼び、当時のベストセラー小説となった。

### 続編
- マリオ・プーゾ『The Sicilian』[1]（1984年）- 番外編的作品、『映画 シシリアン』原作
- マーク・ワインガードナー（英語版）『The Godfather Returns』（2004年）
- マーク・ワインガードナー『The Godfather's Revenge』（2006年）

## 映画
『ゴッドファーザー』（The Godfather）シリーズは、1972年から1990年にかけ製作された映画作品群。イタリア系移民の悲哀を描き出した一大叙事詩的映画であり、PART I、II、IIIの三部作（トリロジー）で構成される。監督は全作フランシス・フォード・コッポラ。
ヴィトー・コルレオーネの幼少期から、その息子マイケル・コルレオーネの最晩年に至るまで、コルレオーネ・ファミリーの盛衰を壮大に描く。脚本は全てコッポラとマリオ・プーゾの共作であるが、『PART I』全編と『PART II』のヴィトーのパートは、主にプーゾの原作に基づいている。

### 作品一覧
- 『ゴッドファーザー』（1972年）
- 『ゴッドファーザー PART II』（1974年）
- 『ゴッドファーザー PART III』（1990年）
  - 『ゴッドファーザー〈最終章〉：マイケル・コルレオーネの最期』（2020年） - PART IIIの再編集版

### 主要スタッフおよびキャスト
- スタッフ
  - 製作 - アルバート・S・ラディ / ロバート・エヴァンズ（両名PART Iのみ）
  - 監督 - フランシス・フォード・コッポラ
  - 原作・脚本 - マリオ・プーゾ　
  - 音楽 - ニーノ・ロータ / カーマイン・コッポラ
  - 撮影 - ゴードン・ウィリス
  - 美術 - ディーン・タヴォウラリス
  - 音響  - ウォルター・マーチ（PART IIIのみ編集も担当）
- キャスト
  - ヴィトー・コルレオーネ - マーロン・ブランド（老年期） / ロバート・デ・ニーロ（若年期）
  - マイケル・コルレオーネ - アル・パチーノ
  - ソニー・コルレオーネ - ジェームズ・カーン
  - フレド・コルレオーネ - ジョン・カザール
  - トム・ヘイゲン - ロバート・デュヴァル
  - ケイ・アダムス - ダイアン・キートン
  - コニー・コルレオーネ - タリア・シャイア
  - ピーター・クレメンザ - リチャード・カステラーノ（老年期） / ブルーノ・カービー（若年期）
  - サル・テッシオ - エイブ・ヴィゴダ（老年期） / ジョン・アプレア（英語版）（若年期）
  - アル・ネリ - リチャード・ブライト
  - ビンセント・マンシーニ - アンディ・ガルシア

#### 主要キャストの吹き替え
| 役名                             | 俳優                 | 日本テレビ版 | 日本テレビ版 | VHS版    | フジテレビ版 | テレビ東京版 | DVD版1     | DVD版1     | DVD版2     | DVD版2     |
| 役名                             | 俳優                 | PartI        | PartII       | PartIII  | PartIII      | テレビ完全版 | PartI      | PartII     | PartI      | PartII     |
| -------------------------------- | -------------------- | ------------ | ------------ | -------- | ------------ | ------------ | ---------- | ---------- | ---------- | ---------- |
| ヴィトー・コルレオーネ           | マーロン・ブランド   | 鈴木瑞穂     |              |          |              | 麦人         | 麦人       |            | 麦人       |            |
| マイケル・コルレオーネ           | アル・パチーノ       | 野沢那智     | 野沢那智     | 野沢那智 | 野沢那智     | 山寺宏一     | 山路和弘   | 山路和弘   | 森川智之   | 森川智之   |
| ヴィトー・コルレオーネ（若年期） | ロバート・デ・ニーロ |              | 青野武       |          |              | 大塚芳忠     |            | 山野井仁   |            | 山野井仁   |
| ヴィンセント・マンシーニ         | アンディ・ガルシア   |              |              | 関俊彦   | 江原正士     |              |            |            |            |            |
| ソニー・コルレオーネ             | ジェームズ・カーン   | 穂積隆信     | 穂積隆信     |          |              | 金尾哲夫     | 谷口節     | 谷口節     | 谷口節     | 谷口節     |
| フレド・コルレオーネ             | ジョン・カザール     | 大塚国夫     | 大塚国夫     |          |              | 牛山茂       | 牛山茂     | 牛山茂     | 牛山茂     | 牛山茂     |
| トム・ヘイゲン                   | ロバート・デュヴァル | 森川公也     | 森川公也     |          |              | 菅生隆之     | 田原アルノ | 田原アルノ | 田原アルノ | 田原アルノ |
| ケイ・アダムス・コルレオーネ     | ダイアン・キートン   | 鈴木弘子     | 鈴木弘子     | 鈴木弘子 | 鈴木弘子     | 堀越真己     | 山像かおり | 山像かおり | 山像かおり | 山像かおり |
| コニー・コルレオーネ・リッジ     | タリア・シャイア     | 小谷野美智子 | 小谷野美智子 | 駒塚由衣 | 麻志奈純子   | 田中敦子     | 渡辺美佐   | 渡辺美佐   | 斎藤恵理   | 斎藤恵理   |
| サル・テッシオ                   | エイブ・ヴィゴダ     | 塩見竜介     | 上田敏也     |          |              | 加藤精三     | 水野龍司   |            | 水野龍司   |            |
|                                  |                      |              |              |          |              |              |            |            |            |            |
| 演出                             |                      | 小林守夫     | 小林守夫     | 小林守夫 | 小林守夫     | 佐藤敏夫     | 伊達康将   | 伊達康将   | 伊達康将   | 伊達康将   |
| 翻訳                             |                      | 木原たけし   | 飯嶋永昭     | 島伸三   | 木原たけし   | 木原たけし   | 佐藤一公   | 佐藤一公   | 佐藤一公   | 佐藤一公   |

### 評価
アカデミー賞に計26回ノミネートされ、そのうち8回受賞している。三部作全てがオスカーで「作品賞」にノミネートされた史上初の例であり（のちに『ロード・オブ・ザ・リング』が追随した）、そのうちPART I、IIと、続編が連続受賞したのは映画シリーズ史上唯一の例である。PART I、IIは極めて高い評価を得ており、PART IIIも近年再評価されている。Rotten Tomatoesでの批評家支持率は97%、96%、86%（再編集版）、平均スコアは9.40/10、9.70/10、7.50/10（再編集版）で、三部作平均は93%、8.86/10である。1999年に『ローリングストーン』誌が発表した「100 Years, 100 Maverick Movies 」で1位、2010年に『エンパイア』誌が発表した「史上最高の三部作トップ33」で5位、2016年に『スクリーン・ラント』が発表した「史上最高の映画三部作」で4位、 2021年に『インデペンデント』誌が発表した「史上最高の映画三部作10」で6位、IMDbスコアに基づく「三部作トップ10」では2位にランクインしている。

### 続編の可能性
1990年代後半には『PART IV』製作の噂が流れ、アンディ・ガルシアやレオナルド・ディカプリオが出演するといわれたが、実現しなかった。一時期、ディカプリオの起用にコッポラが意欲的であると伝えられたが、1999年にマリオ・プーゾが死去したため、今後続編が作られる可能性は低いとみられている。コッポラはプーゾの死を受け、彼なくして（プーゾとの脚本共同執筆なくして）続編の制作はあり得ないと語った。
ゴッドファーザーDVDコレクションの特典「フランシス・フォード・コッポラ自作を語る」によると、PART IVはPART IIのように「過去」と「現在」を重ね合わせた作品にする予定だったと語っている。脚本は「現在」の部分だけが完成しており、マイケルの死に至るまでの経緯と、ビンセントがドンとしてファミリーを纏めて行くまでの話だったという。コッポラによると、その後のファミリーは麻薬取引を行い始めたために没落し、ビンセントがファミリーを束ね、コロンビアで麻薬を扱っているドンと対峙するというものであり、「過去」の部分はヴィトーが一大ファミリーとなる部分を描く予定であった。しかし、あくまでもコッポラの構想であり、上記にある通りマリオ・プーゾが死去したため、続編は作られていない。
2020年の米『ニューヨーク・タイムズ』誌の記事によると、コッポラは「『ゴッドファーザー』の権利は私が所持している訳ではない」としたうえで「可能性として『ゴッドファーザーIV』『V』『VI』が作られるかもしれない」「但し私は監督はやらない」と語っている。同記事によると、権利を所有しているパラマウント・ピクチャーズ側は『ゴッドファーザー PART III』続編について「更なる映画の予定は現状ありません」としながらも「描くべき物語が出来れば可能性はある」と答えている。

## テレビドラマ
- 『ゴッドファーザー テレビ完全版』（1977年）- PART I、IIのテレビ放映用再編集版
- 『ジ・オファー / ゴッドファーザーに賭けた男』（2022年）- PART Iの製作舞台裏を描いたテレビドラマ化作品

## ゲーム
日本では以下の作品が発売されている。
- 『THE GODFATHER』（エレクトロニック・アーツ） - 2007年1月25日発売のテレビゲーム
- 『THE GODFATHER2』（エレクトロニック・アーツ） - 2009年4月16日発売のテレビゲーム
- 『The Godfather Game』（Hitcents） - 2017年2月8日発売のモバイルゲーム

## 史実との関係
原作および映画シリーズでは、初期のブラックハンドから、禁酒法時代、賭博業への移行、麻薬派の勃興、五大ファミリーの成熟と抗争、上院議会の攻勢とマフィアの組織防衛まで、各時代の特色をマフィア一家の歴史と連動させて描き、ニューヨーク・マフィア史をなぞっている。

### ブラックハンド
1900年代から1910年代にニューヨークの下町で移民の商売に寄生するストリートギャングが跋扈し、ブラックハンドと呼ばれた。政治的保護のない移民を脅かして金を巻き上げ、要求に従わないと放火や店の破壊を行った。外国移民の流入がピークを迎える1900年代に最盛期を迎えた。狭い縄張りの中で移民に寄生し、警察の弾圧で禁酒法施行前に衰退した。原作およびPART IIのファヌッチはブラックハンドとして描かれている。

### オリーブオイル輸入商
多くのマフィアは犯罪の隠れ蓑にパン屋、雑貨屋、肉屋など多彩な商売を営んだ。祖国イタリアの食材輸入をやるものが多く、禁酒法時代が到来すると、オリーブオイルの空き缶にアルコールや麻薬を詰めて密輸した。密輸は、海外の調達から船舶の入出港、国内搬送、購入者の獲得まで、チームワークや人材補給が必要になり、ギャングのシンジケート化を促した。ヴィトーがファヌッチを倒すシーンは、ストリートギャングからシンジケートギャングへの転換を象徴する。またオリーブオイルは禁酒法下の非合法アルコールの隠喩となっている。原作およびPART I、II（ヴィトーのパート）で、コルレオーネ・ファミリーはオリーブオイル輸入商を経営している様子が描写されている。

### 密輸からギャンブルへ
ニューヨークマフィアは1930年代から1940年代に、組織の収益源を酒の密輸から賭博ビジネスに転換して全米に進出し、ケンタッキーやフロリダ（「南下政策」）、また西部に拠点を次々に作った。この脱ニューヨーク化の動きを、原作およびPART Iのモー・グリーンやマイケル・コルレオーネに投影している。またラスベガスホテルの経営者モー・グリーンは、ずさんな管理でホテルの経営を悪化させたベンジャミン・シーゲル個人を戯画化している。

### 汚職警官マクラスキー
シンジケート化したギャングは組織的に役人や警官を買収し、犯罪を見逃してもらった。見逃してもらうことで組織はさらに大きくなった。公権力がマフィアの手先となった典型として描かれる。1900年代、逮捕に抵抗するマフィア一家のメンバーを思い切り殴って暴力警官と非難されたニューヨーク市警の名物捜査局長がいたが、彼の名をジョージ・W・マクラスキーといった。原作およびPART Iで同名の汚職警官が登場する。

### ラスベガスのショー・ビジネス
原作およびPART Iでライブショーの出演契約を打ち合わせるジョニー・フォンテーンに、フランク・シナトラが投影されている。シナトラは、1951年デザート・インの舞台に出演したのを皮切りにラスベガスのショー・ビジネスをけん引し、全米から多くの客をラスベガスに呼び込んでマフィア支配下のカジノの収入に多大な貢献をした。

### 麻薬グループの台頭
1950年代、麻薬を踏み台にして勢力を拡大する動きが活発化し、マフィア本組織と切り離された、組織横断型の麻薬グループを量産した。既得権のある成功マフィアは、他に稼ぎがあるので麻薬に手を出さないが、そうでない新進マフィアは、上を目指してリスクのある麻薬に手を染める。こうした麻薬派の動向を、原作およびPART Iに登場するソロッツォという単一キャラクターに圧縮している。同時にこの潮流の中にいたヴィト・ジェノヴェーゼをオマージュしているとも言われる。

### キューバ革命
マフィアが賭博シフトを加速させた結果、当局の捜査が及ばないキューバに行きついた。バティスタ政権に巨額の賄賂を贈り、賭博ビジネスを独占したが、1958年、カストロがクーデターを起こし（キューバ革命）、マフィアが築いた資産はすべて接収された。マフィアの栄華と転落の両方を象徴しており、PART IIで描かれる。

### 五大ファミリーの傀儡支配
ニューヨークマフィアは1930年代初めに五大ファミリーの形を整え、以来30年間、ファミリーは互いに対等、ボスの立場も対等だったが、1960年代、ボス同士の駆け引きが高じて、カルロ・ガンビーノのように他のボスを傀儡にして背後から支配するボスが現れた。こうした傀儡支配を、原作およびPART Iのバルジーニに投影している。

### 組織巨大化の矛盾
ニューヨークの外にいくつも拠点を置くようになると、ボスは全米各地・海外のビジネスに没頭して地元ニューヨークを顧みなくなる。地元の縄張りを守る一家の兵隊は、ボスに不信の目を向け、間に立つ中堅幹部は苦悩する。1960年代、ボナンノ一家の古参幹部が禁酒法時代から苦楽を共にしたボスと仲違いし、五大ファミリー全てを巻き込む分裂騒動を引き起こした。シンジケート巨大化の矛盾をPART IIのマイケルとペンタンジェリの対立に投影している。

### 上院議会の反マフィアキャンペーン
マフィア組織を放置する公権力に市民の不満が高まり、上院議会が陣頭指揮に立った。マフィア組織など存在しないとするエドガー・フーヴァーFBI長官に代わって、手足を持たない検察や素人同然の議会有志が世論を支えにマフィアを叩くという構図が半世紀続いた。アメリカの歪んだ治安政策を象徴する。1950年代のキーフォーヴァー委員会と1950年後半から60年代にかけてのマクレラン委員会がある。1963年の公聴会では、ジョゼフ・ヴァラキの証言によってそれまでオメルタ（沈黙の掟）に守られてきたマフィア組織の全容が明らかとなった（バラキ公聴会）。ヴァラキが利用した、証言と引き換えに政府に保護される証人保護プログラム（司法取引）は、その後マフィア組織を壊滅へ導く端緒となった。PART IIで組織体制図を示しながら証言するペンタンジェリやウイリー・チッチにヴァラキが投影されている。

### バチカンの金融スキャンダル
1970年代後半から1980年代にかけて、バチカンにおけるマフィア絡みの金融スキャンダルが明らかとなり、それに関連して1978年のヨハネ・パウロ1世の「急死」や、1982年のロベルト・カルヴィ暗殺事件が起きたと噂されている。この様子はPART IIIで描かれており、ランベルト枢機卿をヨハネ・パウロ一世、カインジックをロベルト・カルヴィ、ギルディ大司教をバチカン銀行総裁のポール・マルチンクス、ルケージをロッジP2代表のリーチオ・ジェッリもしくはイタリア首相のジュリオ・アンドレオッティに当てはめている。

### ギャング神話
ニューヨークマフィアを中心に、世間に流布されたギャングの有名エピソードを、作品の筋書きや情景に反映している。神話化した古いゴシップから原作執筆当時の同時代性の強い事件まで、時系列や史実性の有無に拘らず幅広く拾っている。代表的なものを列挙する。
- 娘の結婚式にフランク・シナトラら人気歌手を招いて歌わせる。ウィリー・モレッティの逸話（1948年）。
- バンドリーダーのトミー・ドーシーに銃を突きつけ、フランク・シナトラの契約を解除させる。同モレッティ（1942年）。
- 公聴会での議員の質問攻めを洒脱なジョークでかわす。同モレッティ（1950年）。
- マフィア幹部の息子が士官学校卒業後、第2次世界大戦に従軍。アンソニー・カルファノ。
- 運転手が風邪をひいたので運転手を貸してほしいと頼まれ、自ら運転して向かった先のレストランで暗殺される。同モレッティ（1951年）。
- 色恋沙汰で暴力被害を受けた仲間の仕返しを命じられたが、「痛めつけるだけで殺すな」と言われた為、バットで痛めつけた。ジョゼフ・ヴァラキの回想（1963年）。
- マフィアの大物ボスがボディーガードを付けずに庶民的な市場を散策する。カルロ・ガンビーノの趣味。
- 果物屋でフルーツを買い込んでいる時に突然現れた2人のヒットマンに暗殺される。フランク・スカリーチェ（1957年）。※史実
- ライバル勢に銃撃され4発被弾するが、奇跡的に助かる。ジョニー・トーリオ（1925年）。※史実
- ボスの入院先の病院を、部下が24時間体制で警護する。ジョニー・トーリオとアル・カポネ（1925年）。
- 抗争に備え潜伏用のアジトを探し回る（Go to the mattresses）。ジョゼフ・ヴァラキのカステランマレーゼ戦争の逸話（1930年）。※史実
- 抗争に備えアジトに潜伏する。ギャロ対プロファチ戦争（1961年）。※史実
- 1本の電話に釣られ家族の元へ1人車を走らせる途中マシンガンで殺される。フランキー・イェール（1928年）。※史実
- 不倫相手との情事の間、用心棒を周りに配置する。同イェールの逸話。
- レストランで食事中にトイレに立ち、敵を謀殺。ラッキー・ルチアーノ（1931年）。
- 麻薬禁止を提言するが、ボス達に反対され引っこめる。同ルチアーノの逸話（1946年）
- 自宅で車にエンジンをかけ、相方の目の前でダイナマイトで爆死。ウィリアム・モリス・バイオフ（1955年）。
- 高価なスーツを着て街を闊歩しながら移民から金を搾り取る。ジョシュ・ガルッチ。
- ボスの自宅に先回りして玄関の電球を緩めて待ち伏せ、夜帰宅したボスを銃殺。エイブ・レルズ（1931年）。
- ボス夫妻が自宅寝室で狙撃される。ジョゼフ・ボナンノと妻フェイ（1968年）。
- 対立する複数ボスの同時暗殺を企てる。同ボナンノ（1963年）。
- 泥沼の夫婦喧嘩の末、離婚。ヴィト・ジェノヴェーゼ（1953年）。※史実
- 殺人容疑で追われイタリアに逃亡するが、やがてアメリカに帰還。同ジェノヴェーゼ（1936年）。※史実
- 麻薬禁止令をファミリーメンバーに通達。フランク・コステロ（1947年）。※史実
- 組織犯罪調査委員会の公聴会に弁護士と共に出頭し、証言する。同コステロ（1951年）。※史実
- 政界に多くの知人・友人がおり、実業家で通っている。同コステロ及びトーマス・ルッケーゼ。※史実
- シナトラの映画出演を死の脅迫で認めさせる。ジョン・ロッセーリとコロンビアピクチャーズ社長ハリー・コーンの逸話。
- 映画界の大物と女優の卵　ハリー・コーンとマリリン・モンロー（1948年）。
- 賭博ライセンス取得に大物上院議員の口利き。ベンジャミン・シーゲルとパトリック・マッカラン（1946年）。
- ホテル経営の調査に来た組織代理人に罵声を浴びせ、追い返す。同シーゲル（1947年）。
- ホテルに乱入して乗っ取り宣言し、支配人を追い払う。フラミンゴ・ホテル（1947年）。
- バーの密会で首を絞められているところをパトロール中の警官に助け出され、一命を取り留める。ギャロ対プロファチ戦争（1961年）。※史実
- 敵のヒットマンを釣りに誘って沼地で謀殺し、その服に死魚をくるめて敵のアジトに放り投げる。ギャロ対プロファチ戦争（1961年）。
- 全米各地のマフィアの代表がハバナに集結し、会議を開く。ハバナ会議（1946-1947年）。
- 200万ドル入りスーツケースを持ってハバナに現れる。フランク・シナトラの逸話。
- ハバナのカジノで連れ立って物見遊山。ルチアーノとシナトラの逸話（1947年）。
- 司法取引による保護下、ＦＢＩ職員と日々食事やゲームを共にする。ジョゼフ・ヴァラキ（1963年）。※史実
- 革命暴動さなかのハバナから脱出する。マイヤー・ランスキーの逸話（1959年）。